# 竜兵会
竜兵会（りゅうへいかい）は、ダチョウ倶楽部の上島竜兵を中心とした、主に太田プロダクション所属のお笑い芸人の集まり。

## 結成の背景
結成ルーツとして諸説が語られている。
上島と同じ太田プロダクション所属の土田晃之によれば、竜兵会結成のきっかけはかつて日本テレビ系列で放送されていた番組『THE夜もヒッパレ』にメンバーらが「太田プロオールスターズ」という括りで出演した際、収録後に飲みに行くようになったのがそもそもの始まりであるとしている。
また、上島と同じ太田プロ所属の劇団ひとりの話によれば、かつて上島を中心とする太田プロ所属の芸人で草野球チームを組んだ後、そのメンバーで定期的に飲み会を開くようになったのが竜兵会の始まりであるとしている。
ブレイク時から上島はそのキャラクター性のために街で絡まれることが非常に多かったため、当時無名の後輩若手芸人たちに上島を守らせるという側面もあった。竜兵会に喧嘩に強いメンバーが多いのはそのためと言われている。

## 竜神会
会は古くは「竜神会」と称していたが、同名の暴力団（健竜会系竜心会）から太田プロダクションにクレームが来たため改名。飲み会参加者の間では、上島は泥酔すると数々の奇行や名言を連発することから「太陽さま」と呼ばれていて（劇団ひとり命名）、この飲み会にまつわるネタだけを紹介するイベントが度々開催されていた。

## メンバー構成
ダチョウ倶楽部のうち、寺門ジモンは竜兵会に所属していない。理由は寺門が飲酒や喫煙をせず、夜は筋トレに時間を割くことと、上島・肥後が寺門の趣味の知識に疎いためであり、決して不仲からではないので、草野球等では寺門も参加している。

## メディア出演
かつてはGyaO、その後はテレ朝チャンネルで竜兵会の番組（ダチョ・リブレばっかス）が放送されていたが、一度だけ深夜枠の地上波で放送したことがある。そのほか、「雨上がり決死隊のトーク番組アメトーーク!」などで取り上げられた。また、『イロモネア』に竜兵会名義で本選に出たことがある。

## メンバー
太字はCSテレ朝チャンネル「ダチョ・リブレ」レギュラー出演メンバー。名前の後ろの【】内は ダチョ・リブレ #89の出版記者会見より。《》は番組内で有吉が付けたニックネーム。
- 上島竜兵【社長】《豚の死骸》

別名「太陽さま」。中心人物だが威厳等は皆無に等しかった。ノッチと非常に仲が悪かった。
- 肥後克広【副社長】《しぼりカス》

ダチョ・リブレ内でもダチョウ倶楽部の時と同様「リーダー」と呼ばれる。「ゴーヤ様」とも。
- 土田晃之【広報部長】《理屈しゃくれ》

自称「ダチョウ倶楽部再生担当」。ダチョ・リブレレギュラーの中では一番年少（実際は有吉が最年少）だが一番口が悪い。竜兵会を自分の出演番組などで広報している。
- 有吉弘行【チンピラ社員】

通称「竜兵会のチンピラ」。モノマネとあだ名をつけるのが得意。営業が多いのでダチョ・リブレの収録を中抜けすることが多い。
- ノッチ【リストラ候補】《取り柄なし人間》

有吉と仲が悪い。場を白けさせることが少なくなく、半ば上島や土田に冷たくされる。時折、会に呼ばれないことがある。また、罰ゲームの実験台にされることが多い。隙あらば太陽様に罵声を浴びせることがある（「クソバカ野郎」連発など）。
- 安田和博【総務部長】《万引き》

ヤマザキモータースに次ぐ会の仕切り役で、竜兵会全員の秘密を把握しているとも。部屋の汚さをネタとした悪口をよく言われる。ハリセンやビンタに手加減をしないことが多い。
- ヤマザキモータース【庶務担当課長】《羽の取れた蛾》

パラダイステレビでの出演が長いことからコーナーの司会進行を務めることが多い。入院中と父親の葬儀のことがよくネタにされる。会一番のインテリ。
- インスタントジョンソンスギ。【新入社員】

新年会の会場に自宅を提供しておりダチョ・リブレはほぼレギュラー出演。番組内で薄毛が改善してきていることを指摘されプロペシアとプロピアシャンプーの使用のおかげと発言。また他の2人もときたま出演がある。
- 劇団ひとり【独立成功のヤリ手社員】《おしゃれパジャマ1980円》

スタジオ収録や居酒屋「野武士」には顔を出さないが他で登場することがある。本人曰く「全員が自分を殺せる爆弾を持っている」。
- カンニング竹山

太田プロ所属ではないのでダチョ・リブレの出演はほとんどない。
- 藤井ペイジ

ダチョ・リブレにはシーズン1初回収録時（2本撮り）に急遽飛び入り参加し第2回に出演。シーズン2のスタート時に番組に出演したいという理由だけで事務所の移籍を本気で考えていたとのこと。
- 乾き亭げそ太郎

ダチョ・リブレにも不定期で出演。上島の妻である広川ひかるにもかわいがられており、たびたび不倫疑惑をもたれる。

## その後
2016年9月16日放送の『アメトーーク!』にて竜兵会の解散が発表された。理由は、行きつけの居酒屋「野武士」が閉店したことと、上島本人のどうしようもない人間性などが挙げられた。この他にも、上島本人から学ぶ物事など何一つもなくただのバカ騒ぎに付き合わされたのが不満でしょうがなかったなどとも言われた。しかし、これはあくまでネタでありその後も飲み会は開かれ続け、上島自身も解散を否定していた。
2018年3月にはサントリー『烏龍茶』のプロモーションとして、「新・竜兵会」と称するCM動画が公開された。こちらはダチョウ（寺門も含まれる）・土田、横山由依、野呂佳代の他、サンドウィッチマンが出演した。
2021年10月1日の『中居正広の金曜日のスマイルたちへ』で復活と称して出演した。
2022年1月3日には『竜兵会VS出川軍芸能界オールスター草野球対決2022』（西武ドーム）が放送された。試合終了後はまたやりたいと語っていた他、キス芸はアクリル板越しで行っていた。
主な出演
竜兵会 - ダチョウ倶楽部、土田晃之、松村邦洋、神無月、劇団ひとり、安田和博、インスタントジョンソン、スギちゃん
出川軍 - 出川哲朗、ずん、ウド鈴木、岩井ジョニ男、堀内健、中岡創一、蛍原徹、霜降り明星、ゴリけん
2022年5月11日に上島が急死。葬儀には全員が参列した。

## 出演

### テレビ番組
- 雨上がり決死隊のトーク番組アメトーーク!（テレビ朝日）
- ダチョ・リブレ ばっかス（テレ朝チャンネル）
- キャくれ家（朝日放送、2010年11月13日）

乾き亭げそ太郎、藤井ペイジ、くらげライダーの4人が出演。
- ビバ!!竜兵会（日本テレビ、2012年12月30日・2013年12月29日）
- 竜兵会VS出川軍芸能界オールスター草野球対決2022（テレビ東京、2022年1月3日）

### ラジオ番組
- 竜兵会のオールナイトニッポンGOLD（ニッポン放送、2014年4月18日）

### インターネット・モバイル
- 竜兵会（GyaO）
- 竜兵会の約束（BeeTV、2010年3月20日 - ）

## 関連著書
- 竜兵会 僕たちいわばサラリーマンです。 ISBN 9784575301212